# 假路南鳞毛蕨
假路南鳞毛蕨（学名：Dryopteris paralunanensis）为鳞毛蕨科鳞毛蕨属下的一个种。